# Влахина река
 Тази статия е за реката в Пирин.  За планината вижте Влахина.  
Влахинската река, също и Влахина река (до 14 юли 1988 г. Къркийца), е река в Югозападна България, област Благоевград, община Кресна, ляв приток на река Струма. Дължината ѝ е 27 km. Отводнява части от западните склонове на Пирин.
Влахинска река изтича от северозападния ъгъл на най-високото (2302 m н.в.) и най-голямото от Влахините езера в Пирин, разположени във Влахинския циркус, югозападно от връх Вихрен. В началото тече в дълбока ледникова долина, като заобикаля от изток, север и запад пиринския рид Гредаро и продължава на югозапад в силно залесен район. След като завие на запад в близост до махала Дракулово на село Влахи долината ѝ става обезлесена и силно ерозирана. Влива се отляво в река Струма, на 180 m н.в., на 300 m североизточно от град Кресна.
Площта на водосборния басейн на реката е 108 km2, което представлява 0,62% от водосборния басейн на река Струма.
Основни притоци: → ляв приток, ← десен приток
- → Гредарска река
- → Георгийца
- → Синаница
- ← Пещерско дере
- → Разкола
- → Шаралийска река
- ← Косовска река (най-голям приток)
- ← Рабишево дере

Влахинска река е с преобладаващо снежно-дъждовно подхранване с късно пролетно пълноводие – май и лятно маловодие – август. Среден годишен отток в устието – 1,69 m3/s, а в периода на снеготопенето количеството вода може да нарасне десетократно (максималната отчетена стойност е 14,6 m3/s. Среден наклон 81‰.
По течението на реката в Община Кресна е разположено само село Влахи, от където идва и името на реката.
Част от водите на реката в горното течение се използват за водоснабдяване на град Кресна и още няколко села в района.

## Топографска карта
- Лист от карта K-34-83. Мащаб: 1 : 100 000.